# Liu Guoliang
Liu Guoliang (chinês simplificado: 刘国梁) (Xinxiang, 10 de janeiro de 1976) é uma mesa-tenista campeão mundial e olímpico.

## Biografia
Começou aos 6 anos, e logo adotou o estilo caneta. Aos 15 anos se tornou membro da seleção chinesa.
Em 1996, participou de sua primeira Olimpíada, na qual ganhou na competição individual de seu compatriota Wang Tao. Nas duplas com Kong Linghui venceu a dupla formada por Wang Tao e Lu Lin.
Em 1999, se tornou campeão mundial, vencendo Ma Lin na final individual.
Em 2000, nos Jogos Olímpicos de Sydney, perdeu nas semifinais para Jan-Ove Waldner, mas na disputa pelo 3º lugar ganhou de Jörgen Persson.
Em 2002, se aposentou da carreira de jogador, tornando-se técnico da seleção chinesa.